# Kritaturus ianthus
Kritaturus ianthus är en kvalsterart som beskrevs av Cook 1983. Kritaturus ianthus ingår i släktet Kritaturus och familjen Aturidae. Inga underarter finns listade i Catalogue of Life.